# Zamek Hardegg
Zamek Hardegg – zamek położony w Dolnej Austrii. Znajduje się w centrum miasta Hardegg nad Dyją.

## Historia
Pierwsze wzmianki na temat zamku Hardegg pochodzą z 1145 r., kiedy w starych dokumentach wymieniany jest mowa o transakcji między Elisabeth von Schleunz a Otto de Hardeckiem. W dokumencie tym jest mowa o niewielkiej warowni znajdującej się w tym miejscu. W późniejszym okresie był on siedzibą rodową von Hardeggów, hrabiów Plain i Hardegg. Po ich wymarciu przeszedł on na własność innej linii tego rodu, wywodzącej się z Magdeburga. Za ich rządów zamek został znacznie rozbudowany, stając się jedną z większych warowni w Dolnej Austrii. Składał się z wież obronnych, części mieszkalnej i kaplicy. Po bezpotomnej śmieci hrabiego Michaela Reichsgrafa von Hardegg, Burggrafa zu Magdeburg zamek przeszedł we władanie Habsburgów. W 1499 r. został nadany w posiadanie braciom Prüschenk, wolnym panom w Stettenberg, w Styrii, którzy byli najbliższymi krewnymi linii magdeburskiej Hardecków. Od tej pory przyjęli oni nazwisko Hardegg und im Marchland wraz z tytułem hrabiów Rzeszy. W 1501 r. Ulrich von Hardeck odkupił od swoich szwagrów: Albrechta, Karola i Jerzego hrabstwo kłodzkie. W 1502 Heinrich i Sigmunt otrzymali prawo bicia srebrnych monet.
W połowie XVII w. zamek znów zmienił właścicieli, którymi ostatecznie został ród Khevenhüller-Metsch. Od tej pory nie był on stale zamieszkiwany, będąc jedną z wielu rezydencji możnowładczych tej arystokratycznej rodziny, popadając przez to w ruinę, którą dopełnił pożar miasta z 1764 r., po którym kamienie i drewno z zamku wykorzystano do odbudowy domów w Hardegg.
Dopiero przełom XIX i XX w. przyniósł odnowę zamku, kiedy jego właścicielem był Johann Carl Khevenhüller, najwierniejszy stronnik Maksymiliana I Habsburga-Lotaryńskiego, cesarza Meksyku. Dokonał on całkowitej obudowy rezydencji urządzając w jej wnętrzu muzeum na cześć rozstrzelanego Maksymiliana I. Sam został pochowany w krypcie grobowej na zamku.

## Galeria

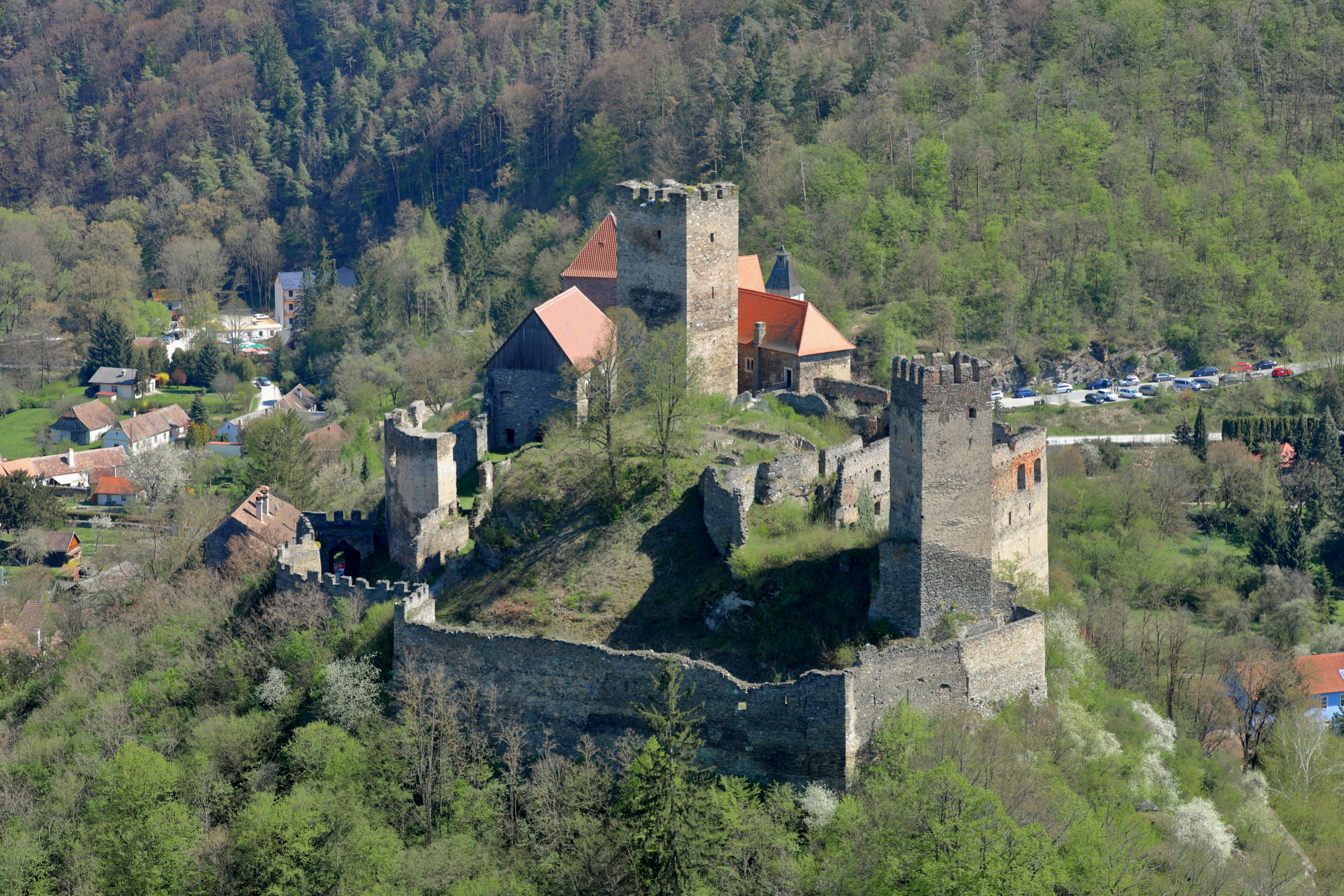
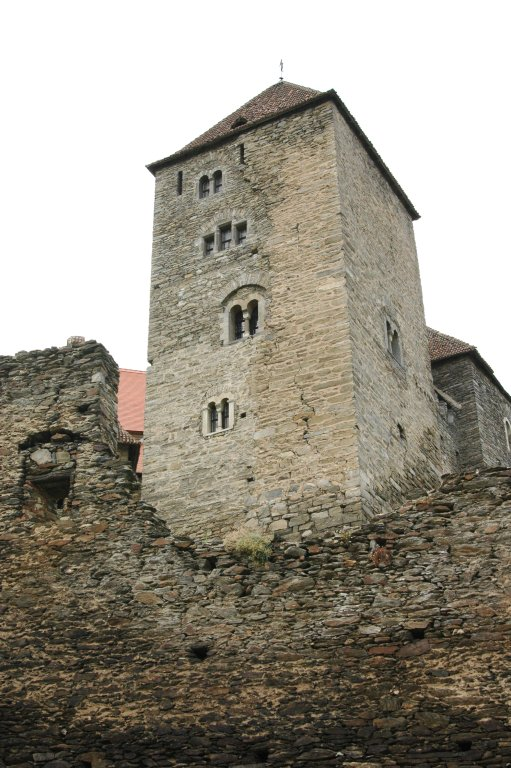
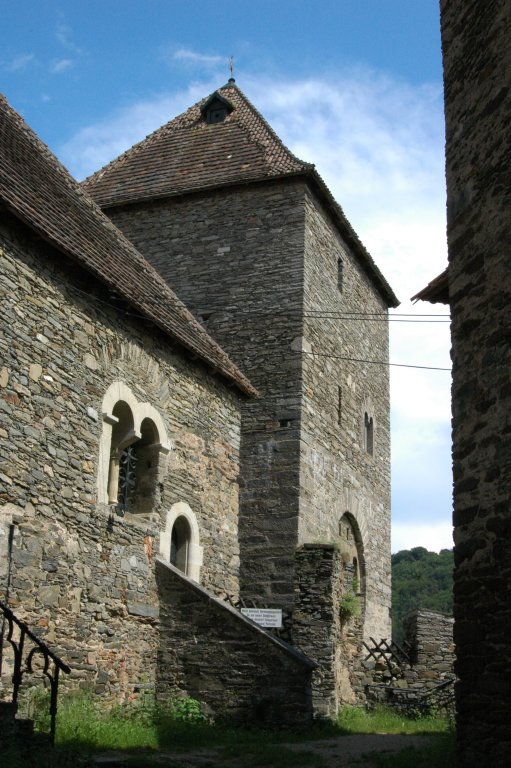
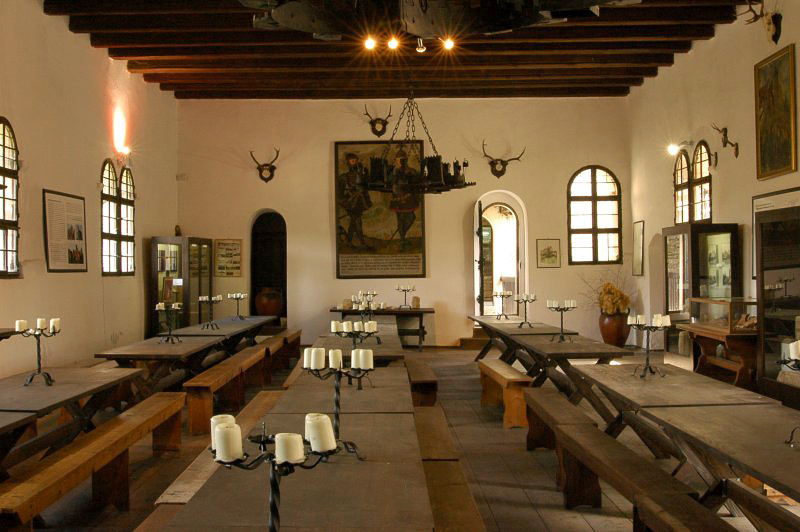
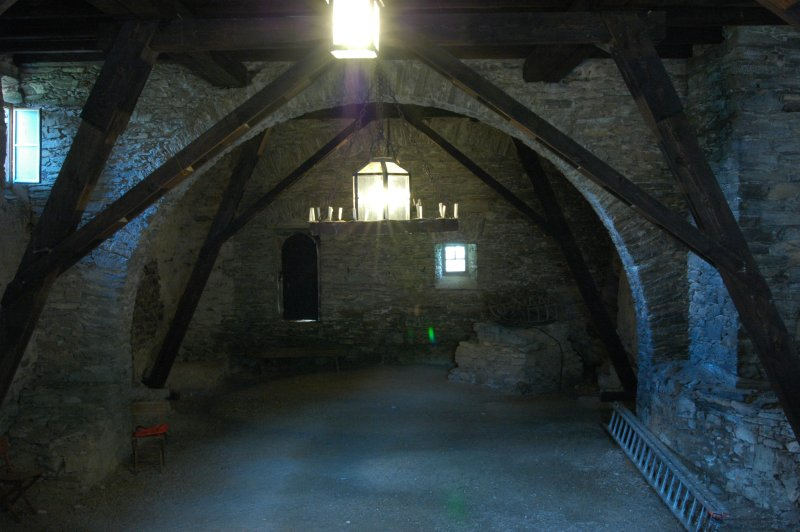

## Literatura
- Dehio Niederösterreich – nördlich der Donau ISBN 3-7031-0652-2 (1990)